# Les 100 plus grands chanteurs de tous les temps selon Rolling Stone
Les 100 plus grands chanteurs de tous les temps (The 100 Greatest Singers of All Time) est un classement publié par le magazine Rolling Stone. Le premier, rédigé par Jonathan Lethem, paraît en novembre 2008.

## Premier classement (2008-2010)
Elvis Presley est en tête de ce classement[réf. nécessaire], suivi de Michael Jackson et de Céline Dion.
1. Elvis Presley
2. Michael Jackson
3. Céline Dion
4. Bob Marley
5. Stevie Wonder
6. James Brown
7. Aretha Franklin
8. Ray Charles

## Second classement (depuis 2010)
Dans ce second classement, Michael Jackson descend à la 25e place et Bob Marley à la 19e. Céline Dion, quant à elle, n'y figure plus.
1. Aretha Franklin
2. Ray Charles
3. Elvis Presley
4. Sam Cooke
5. John Lennon
6. Marvin Gaye
7. Bob Dylan
8. Otis Redding
9. Stevie Wonder
10. James Brown

## Troisième classement (depuis 2023)
Le 1er janvier 2023, Rolling Stone publie une mise à jour en augmentant le nombre d'artistes référencés (The 200 Greatest Singers of All Time).
1. Aretha Franklin
2. Whitney Houston
3. Sam Cooke
4. Billie Holiday
5. Mariah Carey
6. Ray Charles
7. Stevie Wonder
8. Beyoncé
9. Otis Redding
10. Al Green

## Autres listes deRolling Stone
Cette liste ne doit pas être confondue avec la liste intitulée « Les Immortels : Les 100 plus grands artistes de tous les temps », publiée en deux vagues de 50 noms en mars 2004 et avril 2005, liste qui incluait également une quarantaine de groupes et duos, aux côtés d'une soixantaine de chanteurs solistes.